# شون كلايبر
شون كلايبر (بالهولندية: Sean Klaiber) (31 يوليو 1994 بنيواخاين في هولندا - ) هو لاعب كرة قدم هولندي في مركز الوسط. شارك مع منتخب هولندا تحت 19 سنة لكرة القدم ومنتخب هولندا تحت 21 سنة لكرة القدم. أما مع النوادي، فقد لعب مع نادي أوترخت ونادي دوردريخت.

## وصلات خارجية
- شون كلايبر على موقع قاعدة بيانات كرة القدم.إي يو (الإنجليزية)
- شون كلايبر على موقع ناشيونال فوتبول تيمز (الإنجليزية)
- شون كلايبر على موقع Soccerway.com (الإنجليزية)
- شون كلايبر على موقع عالم كرة القدم.نت (الإنجليزية)